# اسپید رنچ (نبراسکا)
اسپید رنچ (به انگلیسی: Spade Ranch) یک مزرعه (محل) در ایالات متحده آمریکا است که در شهرستان چری، نبراسکا واقع شده‌است.